# Società del Casino (Genova)
La Società del Casino è un club per gentiluomini di Genova

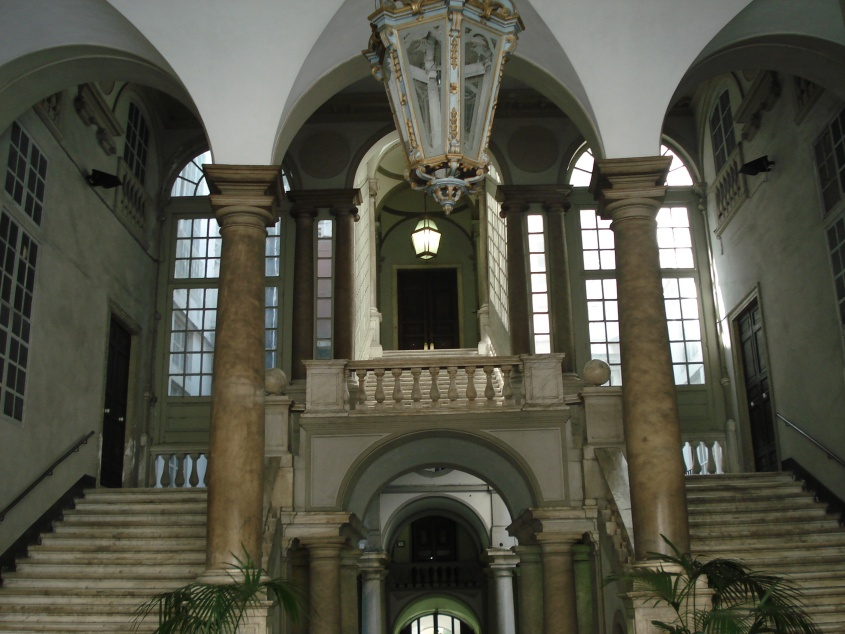
La Società del Casino ha sede presso il Palazzo Lomellini-Doria Lamba, uno dei palazzi dei Rolli di Genova iscritti nel Patrimonio dell'umanità UNESCO.

## Storia
Il Circolo fu istituito nel 1836 dal marchese Stefano Giustiniani e altri 44 notabili appartenenti all'aristocrazia filo-sabauda della città (che era rimasta indipendente sino al 1815).
Ha avuto sede fino al 1845 in Palazzo Lercari-Parodi, in strada Nuova (oggi Via Giuseppe Garibaldi).

## Sede
L'attuale sede del circolo, Palazzo Lomellini-Doria Lamba, uno dei palazzi dei Rolli di Genova, si trova in via Cairoli n. 18.
Il palazzo fu costruito nel XVI secolo per Stefano Lomellini e fu rimaneggiato e ampliato dall'architetto Gregorio Petondi in occasione del tracciamento di strada Nuovissima (oggi via Cairoli), nel 1776. Il palazzo è oggi di proprietà della famiglia Doria Lamba, discendenti del Lamba Doria trionfatore della battaglia di Curzola contro i veneziani nel 1298.

## Attività
Il circolo ancora oggi raggruppa prevalentemente le grandi famiglie della nobiltà genovese. Attualmente conta 336 soci, tutti uomini.